# Маслов, Юрий Сергеевич
Ю́рий Серге́евич Ма́слов (5 мая 1914, Киев — 31 августа 1990, Ленинград) — советский лингвист, филолог, доктор филологических наук, профессор. Специалист по болгарскому языку, германским языкам, аспектологии, теории грамматики, общему языкознанию, истории языкознания. Автор учебника «Введение в языкознание», выдержавшего несколько изданий.

## Биография
Учился в Киевском и в Ленинградском (с 1934) университетах; после окончания последнего в 1937 году поступил там же в аспирантуру к В. М. Жирмунскому. В числе своих учителей называл также академиков Л. В. Щербу и И. И. Мещанинова и профессора С. Д. Кацнельсона. Ранние исследования посвящены проблемам исторической грамматики германских языков. Кандидатская диссертация «Возникновение сложного прошедшего в немецком языке» (1940). С 1941 по 1945 год — на фронте в действующей армии, награждён орденами и медалями. Попав во время войны в Болгарию, испытал увлечение этой страной, которое определило одну из главных тем его последующих научных исследований — грамматическую систему болгарского языка. В первые послевоенные годы начал также серьёзно заниматься славянской и общей аспектологией. Докторская диссертация «Глагольный вид в современном болгарском литературном языке (значение и употребление)» (1957). С 1960 по 1984 год заведовал кафедрой общего языкознания Ленинградского университета. В разные годы работал также по совместительству в ЛО Института языкознания АН СССР и в Институте славяноведения АН СССР.
Жена Сарра Семёновна Маслова-Лашанская (1916—1990) — филолог. Сын Сергей (1939—1982) — математик.

## Вклад в науку
Ю. С. Маслов является одним из самых значительных российских лингвистов второй половины XX века, внёсшим фундаментальный вклад в общую аспектологию и болгаристику.

### Славистика и аспектология
В классической статье 1948 года «Вид и лексическое значение глагола в современном русском литературном языке» (не сразу оцененной и понятой русистами) впервые доказал тесную связь аспектуальных грамматических свойств глагола с его принадлежностью к определённым семантическим классам. В западной лингвистике эта идея была высказана только в 1957 году американским лингвистом и философом З. Вендлером и впоследствии стала известна как проблематика акциональных классов глагола. В современной аспектологии этой проблематике посвящена практически необозримая литература, но открывателем этой проблематики может считаться именно Ю. С. Маслов. Написанная Ю. С. Масловым полная грамматика болгарского языка (опубликована в 1981 году; на основе значительно переработанного очерка 1956 года) признана лучшей из существующих; большое значение имеет и его монография о глагольном виде в болгарском языке (1961).
Поскольку болгарский глагол известен своей сложностью, болгаристические исследования Ю. С. Маслова закономерно продолжились в области общей аспектологии и общей теории грамматики. Ю. С. Маслов является основателем типологического изучения глагольного вида. В этой области он выступал не только как автор оригинальных работ (большинство из которых вошли в его монографию «Очерки по аспектологии» 1984 г.), но и как переводчик, комментатор и издатель работ зарубежных лингвистов по этой проблематике. Он внёс большой вклад в разработку современной аспектологической терминологии, особенно в славистике. Для определения видовой соотносительности русских глаголов совершенного и несовершенного вида в русистике широко используется так наз. «критерий Маслова», опирающийся на возможность перевода глагола из прошедшего времени совершенного вида в настоящее историческое несовершенного вида (ср.: он открыл дверь, вошёл в комнату и в ужасе воскликнул → он открывает дверь, входит в комнату и в ужасе восклицает; приведённый пример свидетельствует о том, что глаголы открыть — открывать, войти — входить и воскликнуть — восклицать образуют видовые пары). Ю. С. Маслову принадлежит также одна из наиболее авторитетных гипотез о происхождении грамматической категории вида в русском языке. Из других глагольных категорий Ю. С. Масловым был особенно детально исследован результатив и перфект. Исследования по грамматической типологии велись им в тесном контакте с представителями петербургской типологической школы (В. П. Недялковым, со своими учениками А. В. Бондарко и Н. А. Козинцевой и др.).

### Общетеоретические работы
В последующие годы Ю. С. Маслов занимался также проблемами общей морфологии, теории языка и истории языкознания. Ему, в частности, принадлежит оригинальная классификация типов звуковых чередований в русском языке; интересны его статьи по общей морфологии, теории графики и др. проблемам. Общетеоретические взгляды Ю. С. Маслова нашли отражение в его учебнике «Введение в языкознание» (1975, 2-е издание, переработанное и дополненное 1987 г., 3-е изд. 1997 г., 6-е изд. 2007), который и до сих пор считается одним из лучших теоретических введений в лингвистику для начинающих. Ряд работ Ю. С. Маслова, а также специальные курсы, читавшиеся им на филологическом факультете ЛГУ, были посвящены истории лингвистических учений. Им была написана (совместно с Л. Р. Зиндером) книга о Л. В. Щербе (1982), а незадолго до смерти Ю. С. Маслов успел подготовить к печати (в сотрудничестве с М. В. Гординой и Е. Д. Панфиловым) русское издание грамматики Пор-Рояля (вышедшее в 1991 г., практически одновременно с московским изданием 1990 г., подготовленным Н. Ю. Бокадоровой).